# Açude Acaraú Mirim
O Açude Acaraú Mirim é um açude brasileiro tipo barragem de terra homogênea, localizado no estado do Ceará. Sua construção foi concluída em 1907.
Pertence à bacia hidrográfica do Vale do Acaraú, no município de Massapê, Ceará.